# 上方落語大全集
『上方落語大全集』（かみがたらくごだいぜんしゅう）は、1972年10月4日から1976年3月31日までサンテレビで放送された落語番組である。

## 概要
桂三枝（現・6代桂文枝）が司会を務めた落語番組。毎回数人の落語家が出演し、落語を披露していた。

## ネット局
- サンテレビ (制作局)
- 東京12チャンネル - 火曜12:00- 12:55
- 近畿放送 - 水曜21:00 - 21:56
- テレビ和歌山 - 木曜22:00 - 22:55
- 奈良テレビ - 月曜20:00 - 20:55